# Coupe du monde de ski alpin 1976-1977
La coupe du monde de ski alpin 1976-1977 commence le 9 décembre 1976 avec le géant femmes de Val-d'Isère et se termine le 25 mars 1977 avec le géant hommes de Sierra Nevada.
Les hommes disputent 33 épreuves : 10 descentes, 10 géants, 10 slaloms et 3 combinés.
Les femmes disputent 27 épreuves : 8 descentes, 8 géants, 8 slaloms et 3 combinés.
Au cours de la saison 1976-1977, il n'y a ni Jeux olympiques ni championnats du monde.

## Tableau d'honneur
| Discipline | Hommes           | Femmes             |
| Général    | Ingemar Stenmark | Lise-Marie Morerod |
| Descente   | Franz Klammer    | Brigitte Totschnig |
| Géant      | Heini Hemmi      | Lise-Marie Morerod |
| Slalom     | Ingemar Stenmark | Lise-Marie Morerod |

Ingemar Stenmark remporte une deuxième coupe du monde de ski, grâce notamment à 4 victoires dans les 4 dernières courses de la saison.
Les autrichiens Klaus Heidegger, un nouveau venu de 19 ans, spécialiste du géant et du slalom, et Franz Klammer, toujours aussi dominateur en descente (6 succès), contestent longtemps la victoire finale d'Ingemar Stenmark.
Ingemar Stenmark reste cependant le plus performant avec 10 victoires : 3 géants et 7 slaloms.
L'équipe d'Italie est en net recul avec seulement 2 succès (Fausto Radici dans le slalom de Madonna di Campiglio et Gustavo Thöni dans le combiné de Kitzbühel) et ses leaders Piero Gros et Gustavo Thöni ne sont plus en mesure de lutter pour le classement général.
Heini Hemmi confirme son titre olympique et remporte la coupe du monde de géant.
Lise-Marie Morerod devient à 21 ans la première suissesse à remporter la coupe du monde de ski.
La skieuse des Diablerets survole les épreuves techniques avec 5 victoires en géant et 3 victoires en slalom.
La progression de Lise-Marie Morerod aura été régulière : championne de Suisse en géant en 1972 devant Marie-Theres Nadig à moins de 16 ans, médaillée de bronze en slalom en 1974 à Saint-Moritz et vainqueur des coupes du monde de slalom en 1975 et de géant en 1976.
Annemarie Moser-Pröll reprend la compétition et semble bien partie en début de saison, grâce à 4 succès, pour remporter le classement général. Mais l'autrichienne s'essouffle et ne peut suivre le rythme de Lise-Marie Morerod.
Révélation de Perrine Pelen (16 ans et demi), qui remporte 3 slaloms.
Brigitte Totschnig gagne la coupe du monde de descente pour la deuxième année consécutive.

## Coupe du monde Hommes

### Résultats
| Date                 | Lieu                              | Discipline  | Vainqueur         |
| 10 décembre 1976     | Val-d'Isère                       | Géant I     | Phil Mahre        |
| 12 décembre 1976     | Val-d'Isère                       | Géant II    | Heini Hemmi       |
| 17 décembre 1976     | Val Gardena                       | Descente I  | Franz Klammer     |
| 18 décembre 1976     | Val Gardena                       | Descente II | Franz Klammer     |
| 19 décembre 1976     | Madonna di Campiglio              | Slalom      | Fausto Radici     |
| 2 janvier 1977       | Ebnat-Kappel                      | Géant       | Heini Hemmi       |
| 3 janvier 1977       | Laax                              | Slalom      | Ingemar Stenmark  |
| 8 janvier 1977       | Garmisch                          | Descente    | Franz Klammer     |
| 9 janvier 1977       | Garmisch                          | Géant       | Klaus Heidegger   |
| 10 janvier 1977      | Berchtesgaden                     | Slalom      | Ingemar Stenmark  |
| 15 janvier 1977      | Kitzbühel                         | Descente    | Franz Klammer     |
| 16 janvier 1977      | Kitzbühel                         | Slalom      | Ingemar Stenmark  |
| 15 & 16 janvier 1977 | Kitzbühel                         | Combiné     | Gustavo Thöni     |
| 22 janvier 1977      | Wengen                            | Descente    | Franz Klammer     |
| 23 janvier 1977      | Wengen                            | Slalom      | Ingemar Stenmark  |
| 22 & 23 janvier 1977 | Wengen                            | Combiné     | Walter Tresch     |
| 24 janvier 1977      | Adelboden                         | Géant       | Heini Hemmi       |
| 30 janvier 1977      | Morzine                           | Descente I  | Bernhard Russi    |
| 31 janvier 1977      | Morzine                           | Descente II | Josef Walcher     |
| 6 février 1977       | Sankt Anton Arlberg-Kandahar      | Slalom      | Ingemar Stenmark  |
| 18 février 1977      | Laax Arlberg-Kandahar             | Descente    | Franz Klammer     |
| 6 & 18 février 1977  | Laax Sankt Anton Arlberg-Kandahar | Combiné     | Sepp Ferstl       |
| 25 février 1977      | Furano                            | Géant       | Hans Hinterseer   |
| 27 février 1977      | Furano                            | Slalom      | Klaus Heidegger   |
| 5 mars 1977          | Sun Valley                        | Slalom      | Phil Mahre        |
| 6 mars 1977          | Sun Valley                        | Géant       | Ingemar Stenmark  |
| 12 mars 1977         | Heavenly Valley                   | Descente I  | Josef Walcher     |
| 13 mars 1977         | Heavenly Valley                   | Descente II | Bartl Gensbichler |
| 17 mars 1977         | Voss                              | Géant       | Klaus Heidegger   |
| 18 mars 1977         | Voss                              | Slalom      | Ingemar Stenmark  |
| 20 mars 1977         | Aare                              | Slalom      | Ingemar Stenmark  |
| 21 mars 1977         | Aare                              | Géant       | Ingemar Stenmark  |
| 25 mars 1977         | Sierra Nevada                     | Géant       | Ingemar Stenmark  |

### Classements

#### Classement général
| Rang | Nom              | Points |
| 1    | Ingemar Stenmark | 339    |
| 2    | Klaus Heidegger  | 250    |
| 3    | Franz Klammer    | 203    |
| 4    | Piero Gros       | 165    |
| 5    | Bernhard Russi   | 148    |
| 6    | Gustavo Thöni    | 145    |
| 7    | Heini Hemmi      | 133    |
| 8    | Josef Walcher    | 115    |
| 9    | Phil Mahre       | 100    |
| 10   | Paul Frommelt    | 99     |

#### Descente
| Rang | Nom            | Points |
| 1    | Franz Klammer  | 125    |
| 2    | Josef Walcher  | 101    |
| 3    | Bernhard Russi | 85     |
| 4    | Ernst Winkler  | 64     |
| 5    | Herbert Plank  | 56     |

#### Géant
| Rang | Nom              | Points |
| 1    | Heini Hemmi      | 115    |
| 2    | Ingemar Stenmark | 115    |
| 3    | Klaus Heidegger  | 100    |
| 4    | Phil Mahre       | 72     |
| 5    | Piero Gros       | 70     |

#### Slalom
| Rang | Nom              | Points |
| 1    | Ingemar Stenmark | 125    |
| 2    | Klaus Heidegger  | 91     |
| 3    | Paul Frommelt    | 77     |
| 4    | Piero Gros       | 76     |
| 5    | Gustavo Thöni    | 63     |

## Coupe du monde Femmes

### Résultats
| Date                  | Lieu              | Discipline  | Vainqueur             |
| 9 décembre 1976       | Val-d'Isère       | Géant       | Lise-Marie Morerod    |
| 11 décembre 1976      | Courmayeur        | Géant       | Brigitte Totschnig    |
| 15 décembre 1976      | Cortina d’Ampezzo | Descente    | Annemarie Moser-Pröll |
| 16 décembre 1976      | Cortina d’Ampezzo | Slalom      | Lise-Marie Morerod    |
| 15 & 16 décembre 1976 | Cortina d’Ampezzo | Combiné     | Annemarie Moser-Pröll |
| 20 décembre 1976      | Zell am See       | Descente I  | Brigitte Totschnig    |
| 21 décembre 1976      | Zell am See       | Descente II | Brigitte Totschnig    |
| 3 janvier 1977        | Oberstaufen       | Slalom      | Lise-Marie Morerod    |
| 7 janvier 1977        | Pfronten          | Descente    | Annemarie Moser-Pröll |
| 11 janvier 1977       | Garmisch          | Descente    | Annemarie Moser-Pröll |
| 18 janvier 1977       | Schruns           | Descente    | Bernadette Zurbriggen |
| 19 janvier 1977       | Schruns           | Slalom      | Lise-Marie Morerod    |
| 18 & 19 janvier 1977  | Schruns           | Combiné     | Hanni Wenzel          |
| 20 janvier 1977       | Arosa             | Géant       | Lise-Marie Morerod    |
| 25 janvier 1977       | Crans Montana     | Descente    | Brigitte Totschnig    |
| 26 janvier 1977       | Crans Montana     | Slalom      | Perrine Pelen         |
| 25 & 26 janvier 1977  | Crans Montana     | Combiné     | Marie-Theres Nadig    |
| 28 janvier 1977       | Saint-Gervais     | Slalom      | Perrine Pelen         |
| 29 janvier 1977       | Megève            | Géant       | Monika Kaserer        |
| 1er février 1977      | Maribor           | Slalom      | Claudia Giordani      |
| 2 février 1977        | Maribor           | Géant       | Lise-Marie Morerod    |
| 26 février 1977       | Furano            | Slalom      | Regina Sackl          |
| 27 février 1977       | Furano            | Géant       | Monika Kaserer        |
| 4 mars 1977           | Sun Valley        | Slalom      | Perrine Pelen         |
| 6 mars 1977           | Sun Valley        | Géant       | Lise-Marie Morerod    |
| 12 mars 1977          | Heavenly Valley   | Descente    | Brigitte Totschnig    |
| 24 mars 1977          | Sierra Nevada     | Géant       | Lise-Marie Morerod    |

### Classements

#### Classement général
| Rang | Nom                   | Points |
| 1    | Lise-Marie Morerod    | 319    |
| 2    | Annemarie Moser-Pröll | 246    |
| 3    | Monika Kaserer        | 196    |
| 4    | Brigitte Totschnig    | 186    |
| 5    | Hanni Wenzel          | 150    |
| 6    | Marie-Theres Nadig    | 133    |
| 7    | Perrine Pelen         | 132    |
| 8    | Claudia Giordani      | 121    |
| 9    | Fabienne Serrat       | 85     |
| 10   | Bernadette Zurbriggen | 78     |

#### Descente
| Rang | Nom                   | Points |
| 1    | Brigitte Totschnig    | 115    |
| 2    | Annemarie Moser-Pröll | 110    |
| 3    | Marie-Theres Nadig    | 81     |
| 4    | Evi Mittermaier       | 74     |
| 5    | Bernadette Zurbriggen | 63     |

#### Géant
| Rang | Nom                            | Points |
| 1    | Lise-Marie Morerod             | 125    |
| 2    | Monika Kaserer                 | 93     |
| 3    | Annemarie Moser-Pröll          | 60     |
| 4    | Kathy Kreiner                  | 59     |
| 5    | Brigitte Totschnig Abbi Fisher | 39     |

#### Slalom
| Rang | Nom                | Points |
| 1    | Lise-Marie Morerod | 106    |
| 2    | Perrine Pelen      | 98     |
| 3    | Claudia Giordani   | 86     |
| 4    | Monika Kaserer     | 65     |
| 5    | Hanni Wenzel       | 57     |